# 維拉湖鎮區 (伊利諾伊州萊克縣)
萊克維拉鎮區（英語：Lake Villa Township）是位於美國伊利諾伊州萊克縣的一個行政鎮區。

## 地方資料
根據2010年美國人口普查的數據，萊克維拉鎮區的面積為67.60平方千米，當中陸地面積為59.81平方千米，而水域面積為8.40平方千米。當地共有人口40293人，而人口密度為每平方千米596.05人。